# Giampiero Simoni
Giampiero Simoni (Porto San Giorgio, 12 settembre 1969) è un pilota automobilistico italiano.

## Carriera

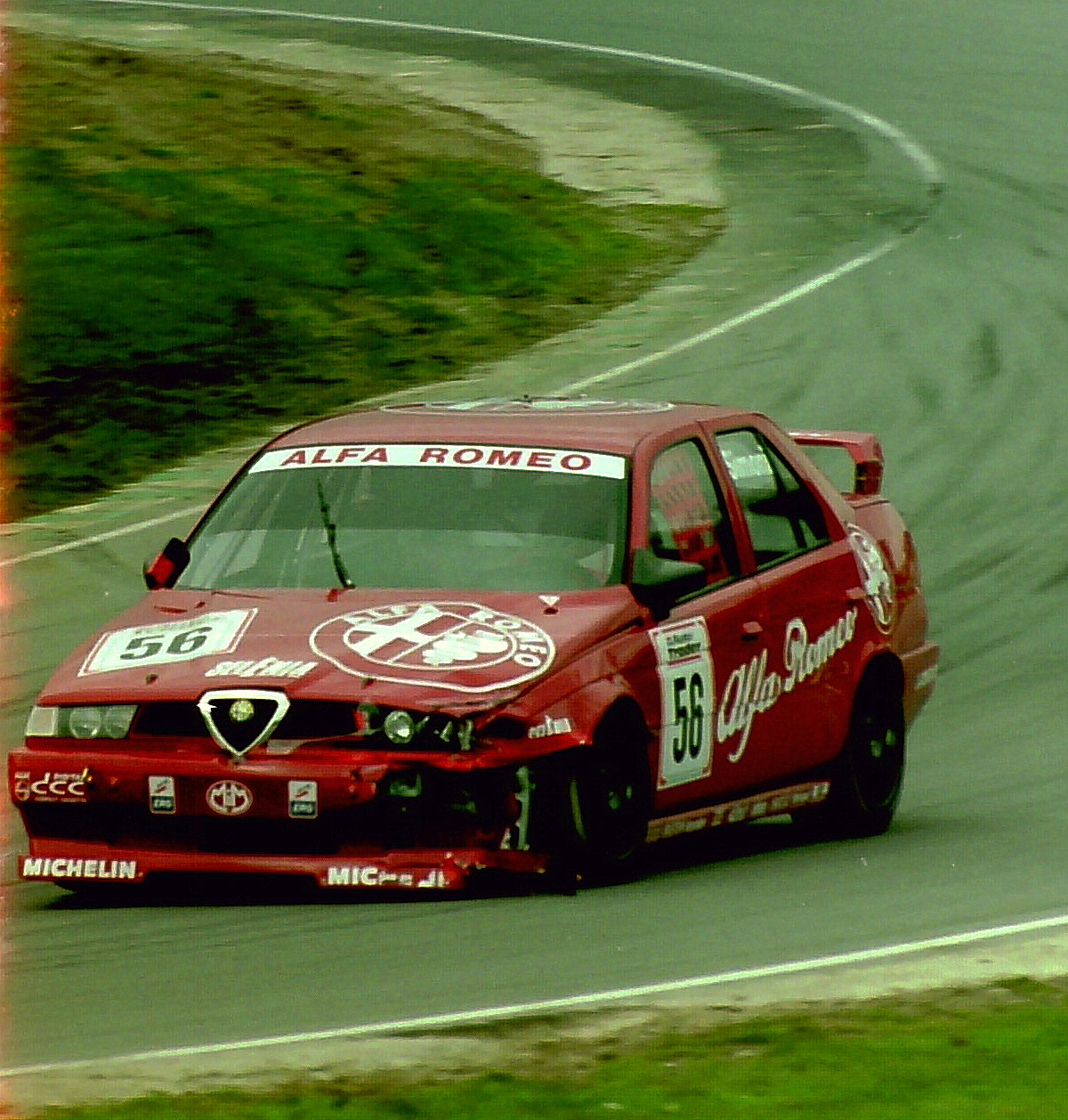
Simoni su Alfa Romeo 155 TS nel BTCC 1994

La sua carriera agonistica inizia nel kart, di cui diventa campione del mondo nel 1987 e vicecampione l'anno seguente. Nel 1990 partecipa al Campionato italiano di Formula 3. Dopo aver guidato per due anni in Formula 3000 (1992-1993), passa due anni nel British Touring Car Championship (1994-95), correndo per la scuderia Alfa Romeo su un'Alfa Romeo 155 TS. Il primo anno si classifica quinto in campionato, vincendo una gara nella stagione e contribuendo ad aggiudicare all'Alfa Romeo il titolo riservato alle scuderie. 
Nel 1995, con Derek Warwick come compagno di scuderia, chiude al diciassettesimo posto dopo aver guidato solo parte della stagione. Lo stesso anno prende parte a gare selezionate del DTM. Nel 1996 corre nel campionato All-Japan GT su Toyota Supra GT500.

## Palmarès
- World Championship Formula K: 1
1987